# Andigena
Genul Andigena, cunoscut și sub numele de tucani de munte, este un gen de păsări din familia Ramphastidae. Se întâlnesc în pădurile muntoase umede din Anzii Americii de Sud, din Bolivia până în Venezuela. Toți acești tucani de mărime medie au partea superioară de culoare maro-oliv, coroana neagră, partea inferioară de culoare gri-albastru.

## Taxonomie

### Specii
Genul conține patru specii:
| Imagine | Nume comun                      | Denumire științifică   | Distribuție                                                       |
| ------- | ------------------------------- | ---------------------- | ----------------------------------------------------------------- |
|         | Tucan de munte cu piept cenușiu | Andigena hypoglauca    | sudul Columbiei, Ecuadorului și Peru                              |
|         | Tucan de munte cu cioc plat     | Andigena laminirostris | vestul Ecuadorului și sud-vestul îndepărtat al Columbiei          |
|         |                                 | Andigena cucullata     | din sud-estul Peru până în centrul Boliviei                       |
|         | Tucan de munte cu cioc negru    | Andigena nigrirostris  | vestul Venezuelei, Columbia, Ecuador și nordul îndepărtat al Peru |